# Резолюция Совета Безопасности ООН 164
Резолюция Совета Безопасности ООН № 164 — резолюция, принятая Советом Безопасности Организации Объединённых Наций от 22 июля 1961 года. В резолюции, Совет в связи с ситуацией в Тунисе призвал к немедленному прекращению огня и возвращению всех вооруженных сил на исходные позиции.
За два дня до принятия этой резолюции, Тунис призвал к срочному созыву Совета Безопасности для рассмотрения его жалобы на предполагаемые акты агрессии со стороны Франции в отношении суверенитета и безопасности Туниса. С 19 июля Бизерта подвергалась атакам французского флота и авиации; Франция заявила, что защищает объекты и свободу связи на этом объекте.
Резолюция была одобрена десятью голосами против; Франция присутствовала, но не участвовала в голосовании.
Большинство государств-членов просили провести специальную сессию Генеральной Ассамблеи с 21 по 25 августа для обсуждения ситуации.